# José Pacheko

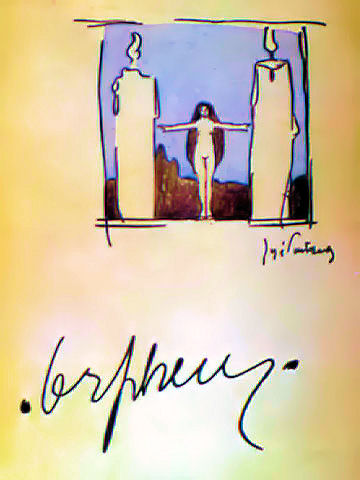
Couverture du no 1 de la Revue Orpheu réalisée par José Pacheko, 1915

José Rosa dos Santos Pacheco, qui signait José Pacheko (1885 - 1934) était un architecte, artiste graphique, scénographe et peintre portugais.

## Biographie
Né à Lisbonne, fils d'un commerçant Francisco da Rosa Pacheco, et de Maria Carlota dos Santos Pacheco.
Élève de l'architecte portugais Norte Junior à l'École des Beaux Arts de Lisbonne. Il poursuit ses études à l'École d'Architecture de Paris, ville où il résida régulièrement, entre 1911 et 1917.
Il se marie en 1913.
En 1915, il participe à l'Exposition des Humoristes et Modernistes (Exposição de Humoristas e Modernistas), à Porto.
Le 14 juin 1915, il se réunit avec Almada Negreiros, Santa-Rita Pintor et Ruy Coelho. Lors de ce « grand congrès d'artistes et écrivains dont la presse ne parle pas », une nouvelle génération « se lèvera pour protester contre la somnolence à laquelle nous obligent les vieux ». Les bases de la Génération Orpheu sont jetées et, quelques mois plus tard, il participe au premier numéro de la revue Orpheu en en dessinant la couverture.
En 1916, il est directeur artistique de la revue monarchique A Ideia Nacional (Une Idée Nationale).
La même année, il ouvre la Galerie des Arts au Salon Bobone, à Lisbonne. Il y expose ses œuvres ainsi que celles, entre autres, de Almada Negreiros, Jorge Barradas, Francisco Smith et António Soares).
En 1917, dans l'unique numéro de la revue Portugal Futurista (pt), il signe, avec Almada Negreiros et Ruy Coelho, un manifeste de présentation des Ballets Russes de Diaghilev.
En 1919, il tente en vain de fondé la Société Portugais d'Art Moderne (Sociedade Portuguesa de Arte Moderna), avec Manuel Jardim, Ruy Coelho et le poète Acácio Leitão (qui sera un des fondateurs de la Société Portugaise d'Art Contemporain (Sociedade Portuguesa de Arte Contemporânea), en 1930).
En 1920, il participe à la IIIe Exposition des Humoristes (III Exposição dos Humoristas), à Lisbonne.
Il collabora aussi à la revue Atlantida (pt) entre 1915 et 1920.
Entre 1922 et 1926, il dirige la revue Contemporânea (pt) (1915-1926). Une publication de « goût assez mondain » et d'une « tendance politique de droite ». Treize numéros seront publiés, la revue devenant « un point d'appui pour les « nouveaux», qui produisent à profusion ».
En 1925 et 1926, José Pacheko tient un rôle prépondérant dans le choix des artistes conviées à décorer les deux cafés lisboètes A Brasileira (Lisbonne), où exposera également un tableau, et le Bristol Club.
Il participe au Ier Salon d'Automne, organisé par Eduardo Viana (Sociedade Nacional de Belas Artes, 1925) et organise la IIe en 1926.
En 1930, il participe au Ier Salon des Indépendants.
À la mort de son épouse, en 1931, il commence à souffrir de neurasthénie sévère. Il se tourne alors vers la religion et l'isolement.
En 1932, il est interné dans une maison de santé, d'où il s'échappe pour retrouver sa mère et sa sœur, avec lesquelles il vivra jusqu'à sa mort.
Il meurt le 28 septembre 1934 de tuberculose, à Lisbonne. Il est enterré au Cimetière du Alto de São João (pt).
La 1re Exposition des Artistes Illustrateurs Modernes, en 1942, lui fut dédiée, en reconnaissance de son rôle de pionnier dans rénovation des arts graphiques au Portugal.
Une partie de ses dessins sont exposées au Musée Calouste-Gulbenkian de Lisbonne.

## Galerie

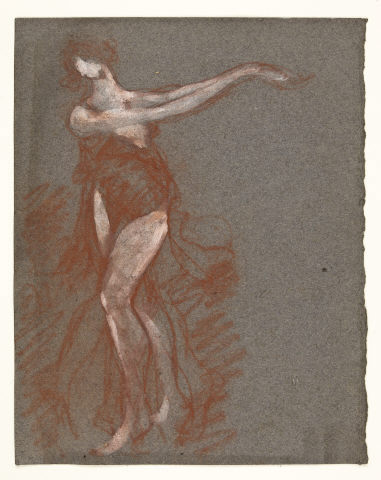
Sans titre - Paris 1913 - Musée Calouste-Gulbenkian
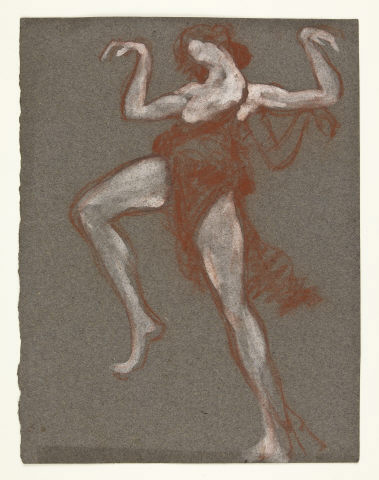
Sans titre - Paris 1913 - Musée Calouste-Gulbenkian
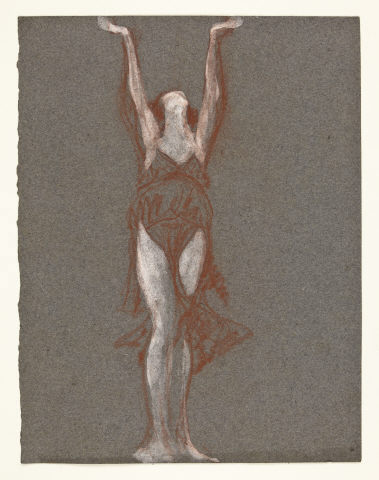
Sans titre - Paris 1913 - Musée Calouste-Gulbenkian
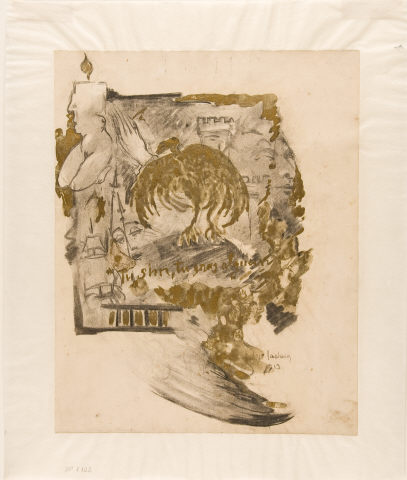
Sans titre - Paris 1913 - Musée Calouste-Gulbenkian
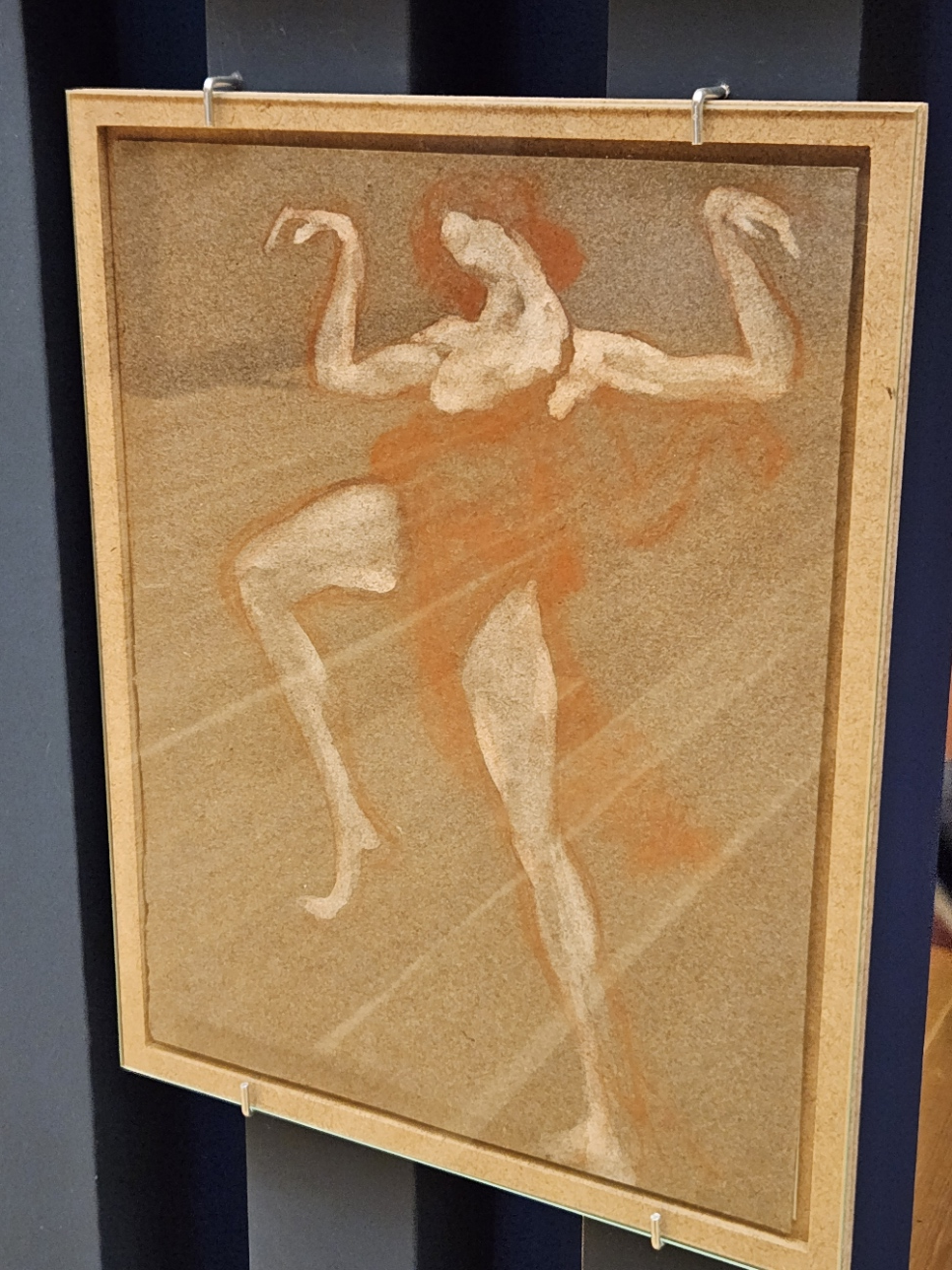
Sans titre - Paris 1913 - Musée Calouste-Gulbenkian